# چپقلو (کرسف)
چپقلو روستایی در دهستان کرسف بخش مرکزی شهرستان خدابنده استان زنجان ایران است.

## جمعیت
بر پایه سرشماری عمومی نفوس و مسکن در سال ۱۳۹۵ جمعیت این مکان ۱۴۴ نفر (۴۸خانوار) بوده‌است.